# Tur Abdin
Le Tur Abdin (en syriaque : ܛܘܪ ܥܒܕܝܢ, littéralement « Montagne des serviteurs de Dieu ») est une région montagneuse du Sud-Est de la Turquie. Elle est un des foyers historiques des chrétiens syriaques-assyriens (de langue syriaque, variante de néo-araméen).

## Géographie
Le Tur Abdin comprend la moitié orientale de la province de Mardin et la partie de la province de Şırnak située à l'ouest du Tigre. Il est bordé au sud par la frontière avec la Syrie.
La ville principale est Midyad.

## Population
Elle se compose, par ordre décroissant, de Kurdes, de Mahallemis, de Turcs et de Syriaques de langue syriaque (néo-araméen) et/ou de religion syriaque. Il n'y a plus de Juifs ni d'Arméniens.

## Langues
Les langues d'usage sont le syriaque, le turc, le kurde et l'arabe mardelli (en).

## Religions
La région comporte des populations chrétiennes, musulmanes,  yézidies et juives mizrahim.

## Histoire
Le génocide syriaque de 1915 a fait des ravages parmi les Syriaques, près de Hah, une tour se dresse encore à l’entrée d’un village dont tous les habitants ont été massacrés ; et de nombreux Syriaques ont fui leurs villages et se sont réfugiés en Syrie, autour de Qamichli, et y ont fait souche.
On comptait encore quelque 30 000 Syriaques dans le Tour Abdin au début des années 1960. C’est à partir des années 1970 que le déclin a commencé : pour des raisons économiques d’abord, de nombreux Syriaques ont émigré en Allemagne, en Suède (comme Fuat Deniz et Ibrahim Baylan), aux Pays-Bas et en France, faisant peu à peu venir leurs familles.
À partir du milieu des années 1980, l’émigration devient un véritable exode pour des raisons politiques : toute la région devient le théâtre d’une guerre non déclarée entre le PKK et l’armée turque, assistée par les « gardiens de village ».
Au début des années 1990, leur situation a terriblement empiré : le PKK est alors omniprésent, coupant en plein jour la circulation sur les axes routiers, occupant dès la nuit tombée tous les villages, dont les habitants les hébergent et les nourrissent. L’armée intensifie sa répression : tous les villages doivent fournir des « gardiens de village », sinon ils sont détruits, comme Beit Sok, où vivaient 27 familles, qui est détruit en 1992, et Hedel, qui est incendié par deux fois.
Jusqu'en 2002, la région était sous l'état d'urgence avec un accès réglementé.
Depuis le milieu des années 2000, le retour, chaque été, des Syriaques de la diaspora, a changé la vie dans les villages. Ce changement est très net presque partout : les maisons, les monastères et les églises bénéficient de restaurations. L'on construit même des villages entiers comme celui de Kafro ou Anhil, et des familles entières viennent se réinstaller.

## Monastères

Carte des principaux villages et monastères du Tur Abdin.

La vitalité du monachisme oriental à travers les siècles a profondément marqué cette région. Leur nombre s’élevait à plus de 70, sans compter les ermitages. En 1995, au pire de la crise, il ne restait plus que cinq monastères ouverts mais seul celui de Mor Gabriel avec une présence significative.
De nos jours, on compte sept monastères en activité (présence de moines ou religieuses) :
- Mor Gabriel près de Midyad
- Mor Hananyo près de Mardin
- Mor Yacoub
- Mor Abraham à Midyad
- Mor Melke
- Mor Augin (retour d'un moine en 2011)
- Mor Yacoub d'Qarno (de la corne) (retour d'un moine en décembre 2013[4], après une campagne de restauration et d'agrandissement depuis 2010)